# Aminata Boureima Takoubakoyé
Aminata Takoubakoyé Takoubakoyé, geborene Aminata Takoubakoyé Soumana (* 23. September 1979 in Niamey, Niger) ist eine nigrische Wirtschaftswissenschaftlerin und Politikerin. Zwischen Februar 2010 und April 2011 leitete Takoubakoyé das Ministerium für Kommunikation und Informationstechnologien in der Übergangsregierung der Militärjunta des Obersten Rats für die Wiederherstellung der Demokratie.

## Leben

### Jugend und Ausbildung
Takoubakoye Aminata Takoubakoyé wurde am 23. September 1979 in der Hauptstadt Niamey des westafrikanischen Niger geboren. Sie besuchte dort die Zabarkan-Grundschule und anschließend das Lycée Mariama, das sie mit einem Baccalauréat C mit Auszeichnung abschloss. Nach ihrer Schulausbildung besuchte sie von 1998 bis 2000 preuniversitäre Vorbereitungskurse für die Grandes Écoles am Lycée Ibnou Timia in Marrakesch, dort erhielt sie die Zugangsberechtigung für die Grandes Écoles d'Ingénieur (vergleichbar mit dem französischen Diplôme universitaire d'études scientifiques).
Anschließend studierte sie am Institut national de statistique et d'économie appliqué (INSEA) in Rabat und schloss das Studium mit dem Diplom diplôme d'ingénieur statisticien économiste mit Auszeichnung im Jahr 2003 ab.  

### Berufliche Karriere
Nach ihrer Rückkehr in den Niger nahm sie eine Stelle als Expertin im Nationalen Zensusbüro (Bureau Central du Recensement) am Nationalen Statistikinstitut (Institut National de la Statistique) des Niger an. Von April 2004 bis September 2009 war sie Referentin für Information und Evaluation beim Ständigen Sekretariat des Strategieplans für Armutreduzierung (Secrétariat Permanent de la Stratégie de Réduction de la Pauvreté, SP/SRP). Anschließend, von September 2009 bis März 2010, war Takoubakoyé Koordinatorin bei der Nationalen Beobachtungsstelle für Armut (Observatoire National de la Pauvreté).
Im März 2010 berief sie der Oberbefehlshaber der nigrischen Armee, General Salou Djibo, in die Übergangsregierung und betraute sie mit dem Ressort für Kommunikation, neue Informationstechnologien und Kultur. Sie übte das Amt bis April 2011 aus.
Nach der kurzen Zeit in der Regierung wurde sie als leitende Expertin in den Millénium Challenge Account du Niger (MCA) berufen. Am 13. Februar 2013 wurde Takoubakoyé für die Position der ständigen Sekretärin des Exekutivsekretariats des Wirtschafts- und Sozialentwicklungsplans nominiert und bestellt.